# Геосинклінальна система
Геосинкліна́льна систе́ма (рос. геосинклинальная система, англ. geosynclinal system, нім. Geosynklinalsystem n) — лінійно витягнута, високорухлива ділянка земної кори, яка сильно розчленована на поздовжні прогини та підняття. Частина геосинклінального пояса. В межах геосинклінальної системи внаслідок тривалого розвитку кора океанічного типу, як правило, перетворюється у континентальну. 

## Опис
Геосинклінальні системи разом з серединними масивами складають геосинклінальні області, які в свою чергу утворюють геосинклінальні пояси.
Для геосинклінальної системи характерними є підвищена швидкість і великі амплітуди вертикальних рухів, інтенсивна складчастість, насуви та шар'яжі, активні магматичні процеси, явища регіонального магматизму та ендогенного зруденіння. Малорухливі зовнішні частини геосинклінальної системи на древній континентальній корі називають міогеосинкліналями. Найрухливіші внутрішні частини геосинклінальної системи, або прогини, які утворюються на океанічній корі або сильно роздрібненій переробленій континентальній основі, називають евгеосинкліналями. 
На початку розвитку геосинклінальні системи занурюються, що супроводжується підводним вулканізмом і накопиченням морських осадів. На зрілій (передорогенній) стадії геосинкліналі, які складають геосинклінальну систему розділяються вторинними підняттями — геоантикліналями (або інтрагеоантикліналями, острівними дугами) на вузькі прогини — інтрагеосинкліналі (океанічні моря). В наступній стадії розвитку відбувається підняття геосинклінальної системи — починається орогенний етап горотворення, під час якого найбільш активно утворюються складки та відбуваються насуви, виникають гранітоїдні масиви, мають місце активні прояви регіонального метаморфізму та ендогенного рудоутворення. Геосинклінальні системи перетворюються у складчасті гірські споруди (мегантиклінорії), між якими утворюються міжгірські прогини, а на границях складчастих систем і платформ — крайові прогини. Геосинклінальна системи на цьому етапі являє собою тектонічно стабільну складчасту систему, яка є основою майбутньої платформи. 

## Класифікація
Розрізняють такі геосинклінальні системи: докембрійські, ранньопалеозойські (каледонські), пізньопалеозойські (герценські), мезозойські та кайнозойські (альпійські). 